# William Thierry Preyer
William Thierry Preyer (Manchester, 4 luglio 1841 – Wiesbaden, 15 luglio 1897) è stato uno psicologo e fisiologo tedesco.

## Biografia
Preyer nacque a Rusholme a Manchester. Studiò fisiologia e chimica a Heidelberg, dove conseguì il dottorato nel 1862. Nel 1866 conseguì il diploma di medicina presso l'Università di Bonn e nel 1869 seguì Johann Nepomuk Czermak (1828-1873) come professore di fisiologia presso l'Università di Jena . A Jena fu anche direttore dell'Istituto di Fisiologia.
Preyer fu il fondatore della psicologia infantile scientifica e un pioniere sullo sviluppo umano basato sull'osservazione empirica e sulla sperimentazione. Fu ispirato dalla teoria dell'evoluzione di Charles Darwin e dal lavoro di Gustav Fechner nella psicofisica.
Scrisse Die Seele des Kindes (L'anima del bambino) nel 1882. Questo fu un libro molto importante per la psicologia dello sviluppo. Fu anche tradotto in inglese nel 1888. Fu anche l'autore di un altro libro di riferimento sulla fisiologia dello sviluppo, intitolato Specielle Physiologie des Embryo (Fisiologia speciale dell'embrione). Entrambe le opere hanno posto le basi per il futuro studio dello sviluppo umano moderno.

## Opere
- De haemoglobino observationes et experimenta. dissertation, (Università di Bonn) 1866.
- Die Blutkrystalle. Jena 1871.
- Naturwissenschaftliche Thatsachen und Probleme. Paetel, Berlin, 1880.
- Die Entdeckung des Hypnotismus. Dargestellt von W. Preyer … Nebst einer ungedruckten Original-Abhandlung von Braid in Deutscher Uebersetzung. Berlin: Paetel, 1881.
- Die Seele des Kindes: Beobachtungen über die geistige Entwicklung des Menschen in den ersten Lebensjahren. Grieben, Leipzig, 1882.
- Der Hypnotismus. Ausgewählte Schriften von J. Braid. Deutsch herausgegeben von W. Preyer. Berlin: Paetel, 1882.. German edizione di W. Preyer.
- Elemente der allgemeinen Physiologie: Kurz und leichtfasslich. Grieben, Leipzig, 1883.
- Der Hypnotismus: Vorlesungen gehalten an der K. Friedrich-Wilhelm’s-Universität zu Berlin, von W. Preyer. Nebst Anmerkungen und einer nachgelassenen Abhandlung von Braid aus dem Jahre 1845. Urban & Schwarzenberg, 1890.
- Zur Psychologie des Schreibens: Mit besonderer Rücksicht auf individuelle Verschiedenheiten der Handschriften. Hamburg: Voss, 1895